# Ichneumon exilicornis
Ichneumon exilicornis är en stekelart som beskrevs av Wesmael 1857. Ichneumon exilicornis ingår i släktet Ichneumon och familjen brokparasitsteklar. Arten är reproducerande i Sverige. Inga underarter finns listade i Catalogue of Life.